# Колосвіт
«Колосвіт» — українські дитячі журнали, які було засновано у 2016 році. Журнали створюються українськими та американськими редакторами. Кожен журнал присвячений певній країні або тематиці. З журналом Колосвіт дитина може побувати у різних куточках світу не виходячи з дому.

## Про журнал
Редакція щомісяця випускає два видання:
- «Колосвіт» для дітей 6-12 років — енциклопедичний журнал для дітей молодшого шкільного віку. У кожному номері діти знайомляться з певною країною, її звичаями, традиціями, культурою, винаходами та цікавинками. Пропонується провести досліди, пограти в ігри, пройти лабіринти та приготувати різні смаколики. Родзинкою журналу є справжній детектив-серіал відомого українського письменника Олександра Есаулова та листівка для участі у Мережі Живого Листування.
- «Колосвіт Кідс» для дітей 3-6 років — пізнавально-розважальний журнал для дітей молодшого шкільного віку. У кожному номері  висвітлюється інформація про певну тематику — Моя родина, Моє тіло, Мій будинок, Тварини, Професії, Гроші, Здоров'я, Правильна поведінки та ін.  Складається з кольорових сторінок розважально типу та чорно-білих з практичними завданнями. Робота з журналом сприяє цілісному та різнобічному розвитку дітей. Також до журналу додаються «Казки Сучасних письменників»,  та листівка для участі у Мережі Живого Листування.

## Основні рубрики енциклопедичного журналу Колосвіт
- Подорожуємо Навколо Світу — у кожному номері розповідається про певну країну, її історію, культуру, місця, які варто відвідати.
- Світові Традиції — розповідає про українські звичаї та традиції народів світу.
- А Ви Знали? — видатні та цікаві факти країни, про яку йдеться в номері.
- Світові Винаходи — розповідає про найвидатніші винаходи жителів країни, про яку йдеться в номері.
- Лабораторія Дослідів — дає можливість проводити досліди та більше дізнаватися про навколишній світ.
- Ігроленд — розмальовки, лабіринти, кросворди, загадки, ребуси.
- Слідами письменника — частини детективу з продовженням видатного українського письменника Олександра Есаулова.
- English Class — допомагає легко та весело вчити англійську мову, пропонує кросворди та комікси англійською.
- У Світі Природи — йдеться про різних тварин, цікаві факти з їх життя.
- Тіло Людини — вивчає людські органи та наскільки вони важливі.
- Смачна Сторінка — найсмачніші та найпростіші рецепти страв, які популярні в країні, про яку йдеться у журналі.
- Творчість Читачів — вірші, казки, відгуки читачів журналу.
- Шкільна Сторінка — презентація різних шкіл України.

Кожен журнал виходить разом із подарунком (грою, наліпками тощо). Всього у журналі 32 сторінки.
Кожен номер журналу складається з ігор, конкурсів, також містить казки, жарти, загадки, тести, які ефективно сприяють розвитку навичок запам'ятовування та логічного мислення у дітей, розвивають вміння творчо мислити.
Редакція журналу часто влаштовує зустрічі зі своїми читачами у школах, дитсадках, дитячих бібліотеках. Проводяться майстер-класи для дітей.